# حقوق الأسرة
حقوق الأسرة أو الحق في الحياة الأسرية هي حقوق جميع الأفراد في احترام حياتهم الأسرية القائمة، وتأسيس أسرة وإنجابها والحفاظ عليها. وقد تم الاعتراف بهذا الحق في مجموعة متنوعة من الصكوك الدولية لحقوق الإنسان، بما في ذلك المادة 16 من الإعلان العالمي لحقوق الإنسان، والمادة 23 من العهد الدولي الخاص بالحقوق المدنية والسياسية، والمادة 8 من الاتفاقية الأوروبية لحقوق الإنسان

## تعريف
إن المفهوم المتغير للأسرة يتطلب تعريفا ذاتيا لما تنطوي عليه الأسرة. لا جدال في أن العلاقة بين الزوج والزوجة، والشريكين غير المتزوجين (بحكم الأمر الواقع)، والوالدين والأبناء والإخوة، و"الأقارب المقربين" مثل العلاقة بين الأجداد والأحفاد تمثل الأسرة كما هو مطلوب بموجب الحق في الحياة الأسرية. وتوجد تحديات حيث تطورت أشكال حديثة من العلاقات الأسرية لم يعترف بها القانون صراحة بعد. "إن وجود الحياة الأسرية هو مسألة واقعية" ويتم تحديده بشكل شخصي في ظل كل سيناريو واقعي، وقد ذكرت المحكمة الأوروبية لحقوق الإنسان أنه عند النظر في ما يشكل علاقات أسرية، فإن المحكمة "يجب عليها بالضرورة أن تأخذ في الاعتبار التطورات في المجتمع والتغيرات في إدراك القضايا الاجتماعية والمدنية والعلاقاتية، بما في ذلك حقيقة أنه لا يوجد طريق واحد أو خيار واحد في مجال قيادة وعيش حياة أسرية أو خاصة". كانت المحكمة الأوروبية لحقوق الإنسان أول من اعترف بأن العلاقات بين الأشخاص من نفس الجنس تندرج ضمن الحق في الحياة الأسرية في قضية شالك وكوبف ضد النمسا عام 2010. يمكن قطع العلاقات العائلية الراسخة.

## العلاقة بحق الزواج
إن الحق في الزواج يرتبط ارتباطًا وثيقًا بالحق في الحياة الأسرية، إلا أن الحقين ليسا متطابقين. إن الحق في الزواج منصوص عليه صراحة في جميع صكوك حقوق الإنسان، حيث ينص بشكل أساسي على أن كل الناس لديهم الحق في الزواج وتأسيس أسرة. يشير الحق في الحياة الأسرية في المقام الأول إلى حق الفرد في إنشاء علاقاته الأسرية والحفاظ عليها. وقد تم توضيح ذلك في قضية X وY وZ ضد المملكة المتحدة أنه في حالة ترحيل أحد الزوجين من دولة شريكه بسبب جنسيته، فلا يوجد انتهاك للحق في الزواج لأن الأفراد متزوجون بالفعل، وبالتالي يجب مراعاة الحق في الحياة الأسرية.

## التحديات
إن المجال الرئيسي للصراع ينشأ بين قدرة الدول على التحكم في الدخول والإقامة داخل حدودها والتأثير الذي تحدثه هذه السيطرة على حق الفرد في الحياة الأسرية. في القانون الدولي ينص المبدأ العام على أن للدولة الحق في تنظيم الدخول والإقامة داخل أراضيها. وعندما تؤدي هذه القوة المسيطرة إلى ترحيل فرد ما، فقد يؤدي هذا إلى انتهاك حق الفرد في البقاء مع عائلته. يحدث هذا الصراع عندما يكون المهاجر زوجًا أو والدًا أو قريبًا لمواطن دولة ما، وترغب الدولة في إبعاد المهاجر أو رفض دخوله. عندما يتم تقديم طعن إلى المحاكم أو هيئات المراقبة، يجب إيجاد توازن بين حقوق الدولة في إنفاذ قوانين الهجرة والحفاظ على النظام العام، والتأثير الذي سيحدثه إنفاذ هذه القوانين على حق الفرد في الحياة الأسرية. وقد تم التأكيد على أنه ليس من مهمة هيئات المراقبة "الإشراف على سياسة الحكومة في مجال الهجرة، بل فحص ما إذا كان حق مقدم الطلب في احترام الحياة الأسرية قد تم ضمانه دون تمييز".

## الصكوك الدولية
ويوفر كل من المادة 16 من الإعلان العالمي لحقوق الإنسان والمادة 23 من العهد الدولي الخاص بالحقوق المدنية والسياسية الأساس للحق في الحياة الأسرية كحق أساسي من حقوق الإنسان.

#### الإعلان العالمي لحقوق الإنسان
تم اعتماد الإعلان العالمي لحقوق الإنسان من قبل الجمعية العامة للأمم المتحدة في 10 ديسمبر 1948، موضحًا الحقوق العالمية التي يتمتع بها جميع الأفراد بغض النظر عن العوامل الذاتية. ومن الممكن القول إن الإعلان العالمي لحقوق الإنسان يمثل الآن قانوناً دولياً عرفياً، وبالتالي يتمتع بقوة ملزمة قانوناً على الدول.
إن الحكم ذي الصلة المتعلق بالحق في الأسرة يكمن في المادة 16(3) من الإعلان العالمي لحقوق الإنسان: الأسرة هي الوحدة الطبيعية والأساسية للمجتمع ولها حق التمتع بحماية المجتمع والدولة.

#### العهد الدولي الخاص بالحقوق المدنية والسياسية
تم اعتماد العهد الدولي الخاص بالحقوق المدنية والسياسية من قبل الجمعية العامة للأمم المتحدة في 16 ديسمبر 1966، ودخل حيز النفاذ في 23 مارس 1976. اعتبارًا من مايو 2016، يوجد 168 دولة طرفًا في العهد الدولي الخاص بالحقوق المدنية والسياسية، مما يعطي تأثيرًا للحقوق المدنية والسياسية للأفراد داخل حدودها. تشير المادتان 17 و23(1) من العهد الدولي الخاص بالحقوق المدنية والسياسية إلى الحق في الأسرة:
المادة 17: 1. لا يجوز تعريض أي شخص لتدخل تعسفي أو غير قانوني في حياته الخاصة أو أسرته أو منزله أو مراسلاته، ولا لأي حملات غير قانونية تمس شرفه وسمعته. 2. لكل شخص الحق في حماية القانون من مثل هذا التدخل أو الاعتداءات.
المادة 23(1): 1. الأسرة هي الوحدة الطبيعية والأساسية للمجتمع ولها حق التمتع بحماية المجتمع والدولة.
وأشارت اللجنة المعنية بحقوق الإنسان إلى أن حماية الأسرة وأفرادها مضمونة أيضاً بشكل مباشر وغير مباشر بموجب مواد أخرى في العهد بالإضافة إلى المادتين 17 و23، مثل حماية الطفل بموجب المادة 24.

##### أحكام قضائية
ويناتا ضد أستراليا
استندت هذه القضية إلى طلبات قدمها هندريك ويناتا وسو لان لي بموجب المواد 17 و23(1) و24(1) من العهد الدولي الخاص بالحقوق المدنية والسياسية، زاعمين أن إبعاد ويناتا ولي من أستراليا، حيث كان ابنهما المراهق يقيم، من شأنه أن يشكل انتهاكًا لحقوقهما الإنسانية الأساسية، وتحديدًا حقهما في تكوين أسرة. وكانت ويناتا ولي تعيشان بشكل غير قانوني في أستراليا، وكانا يواجهان خطر الترحيل من قبل الدولة. وزعم أنه من خلال فصل ويناتا ولي عن ابنهما من خلال الترحيل، أو الإبعاد القسري لوحدة الأسرة بأكملها إلى إندونيسيا، سيكون هناك تدخل في وحدة الأسرة الأساسية وهو ما لا يتوافق مع التزامات الدولة بحماية الحق في الأسرة بموجب العهد الدولي الخاص بالحقوق المدنية والسياسية. وزعمت أستراليا أن الطلب غير مقبول وغير متوافق مع أحكام العهد الدولي الخاص بالحقوق المدنية والسياسية، مؤكدة أن العهد الدولي الخاص بالحقوق المدنية والسياسية يوفر الحماية "فقط للحق في الحياة الأسرية، وليس للحق في الحياة الأسرية في بلد معين". ووجد رأي الأغلبية في لجنة حقوق الإنسان لصالح ويناتا ولي، حيث قضت بأنه في حين قد لا يكون للأفراد الحق في تحديد مكان إقامتهم، فإن الدول ملزمة بحماية جميع الحقوق المنصوص عليها في العهد الدولي الخاص بالحقوق المدنية والسياسية. وقد أدركت اللجنة أهمية سيطرة الدولة على الهجرة داخل أراضيها، إلا أن هذه السلطة التقديرية "ليست غير محدودة". وقد تقرر أن ترحيل ويناتا ولي من شأنه أن يشكل انتهاكا للمادة 17 والمادة 23(1) من العهد الدولي الخاص بالحقوق المدنية والسياسية.
قبل هذه القضية، كانت الممارسة الدولية تشير إلى أن الأمر متروك للدول لتحديد من يمكنه الإقامة في أراضيها، حتى في حالة حدوث انتهاك للمادة 23، ويتحدى قرار اللجنة في هذه الحالة هذا الافتراض، مشيراً إلى أن حق الفرد في الحياة الأسرية يحظى بالأسبقية على قدرة الدول على التحكم في الإقامة داخل أراضيها.

#### العهد الدولي الخاص بالحقوق الاقتصادية والاجتماعية والثقافية
كما اعتمدت الجمعية العامة العهد الدولي الخاص بالحقوق الاقتصادية والاجتماعية والثقافية في 16 كانون الأول/ديسمبر 1966، إلا أنه لم يدخل حيز النفاذ إلا بعد تسع سنوات من فتح باب التوقيع عليه في 3 كانون الثاني/يناير 1976. تنص المادة 10(1) على الحق في الأسرة: ينبغي توفير أكبر قدر ممكن من الحماية والمساعدة للأسرة، التي هي الوحدة الجماعية الطبيعية والأساسية في المجتمع، ولا سيما من أجل تكوينها ومسؤوليتها عن رعاية وتعليم الأطفال المعالين.

## حسب المنطقة

#### الاتحاد الأوروبي
وفي أوروبا تشكل الاتفاقية الأوروبية لحقوق الإنسان والميثاق الاجتماعي الأوروبي أدوات أساسية لحقوق الإنسان.

##### الاتفاقية الأوروبية لحقوق الإنسان
تنص المادة 8 من الاتفاقية الأوروبية لحقوق الإنسان على ما يلي: لكل فرد الحق في احترام حياته الخاصة والعائلية، وبيته ومراسلاته. 2. لا يجوز أن يكون هناك تدخل من قبل سلطة عامة في ممارسة هذا الحق إلا بما يتوافق مع القانون ويكون ضروريًا في مجتمع ديمقراطي لصالح الأمن القومي أو السلامة العامة أو الرفاهية الاقتصادية للبلاد. لمنع الفوضى أو الجريمة، أو لحماية الصحة أو الأخلاق، أو لحماية حقوق الآخرين وحرياتهم.
تفرض المادة التزامات إيجابية وسلبية على الدول؛ إذ لا يُطلب من الدولة حماية مواطنيها من التدخل التعسفي في الحياة الأسرية من قبل السلطات العامة فحسب، بل يتعين عليها أيضًا توفير الضمانات داخل نظامها القانوني المحلي التي تسمح بتطور "حياة أسرية طبيعية". ومن الواضح أن المادة 8 تنطبق على الأسرة "الشرعية" و"غير الشرعية" على حد سواء، دون أي تمييز بين المؤهلين في الاتفاقية.

##### أحكام قضائية
EM (لبنان) (FC) ضد وزير الداخلية
تتعلق هذه القضية باستئناف ثانٍ ضد قرار وزير الداخلية الذي يقضي بعودة إي إم وابنها (AF) من المملكة المتحدة إلى لبنان، بلد المستأنف الأصلي. كانت إ.م قد فرت من لبنان مع زوجها بعد زواج عنيف أدى إلى الطلاق. وبموجب الشريعة الإسلامية اللبنانية، يجب أن تنتقل الحضانة الجسدية للطفل إلى الأب أو أحد أفراد الأسرة الذكور بمجرد بلوغ الطفل سن السابعة. وكان عمر أف قد تجاوز السابعة من عمره، وبالتالي فإن جميع حقوق الحضانة قد انتقلت إلى والده لأبيه عند عودته إلى لبنان. وقالت إي إم إن الإبعاد القسري إلى لبنان من قبل المملكة المتحدة من شأنه أن يؤدي إلى انتهاك مباشر لحقها وحق أ.ف في الحياة الأسرية بموجب المادة 8 من الاتفاقية الأوروبية لحقوق الإنسان. وقضت المحكمة بأن إبعاد المتهمة وابنها إلى لبنان من شأنه أن ينتهك حقوق كل من EM وAF المنصوص عليها في المادة 8، ومنحت الاستئناف. ويعد هذا القرار مهمًا، إذ يمثل أول مطالبة ناجحة بموجب المادة 8 في قضية أجنبية.

##### الميثاق الاجتماعي الأوروبي
الميثاق الاجتماعي الأوروبي (الميثاق) هو النظير للاتفاقية الأوروبية لحقوق الإنسان، والذي ينص على الحقوق الاجتماعية والاقتصادية الأساسية بموجب معاهدة مجلس أوروبا. وينص الميثاق أيضًا على الحق في تكوين الأسرة بموجب المادة 16، مما يؤكد التزام الأطراف الأوروبية بالحق: «بهدف ضمان الظروف اللازمة للتنمية الكاملة للأسرة، التي هي وحدة أساسية في المجتمع، يتعهد الطرفان المتعاقدان بتعزيز الحماية الاقتصادية والقانونية والاجتماعية للحياة الأسرية بوسائل مثل المزايا الاجتماعية والعائلية والمساعدات الضريبية. الترتيبات، وتوفير السكن العائلي، والمزايا للمتزوجين حديثاً، وغيرها من الوسائل المناسبة.»

#### الأمريكتين
الاتفاقية الأمريكية لحقوق الإنسان هي معاهدة إقليمية لحقوق الإنسان تنص أيضًا على الحق في الحياة الأسرية بموجب المادة 17 (1): "الأسرة هي الوحدة الطبيعية والأساسية للمجتمع ولها حق التمتع بحماية المجتمع والدولة".

#### أفريقيا
وقد نص الميثاق الأفريقي لحقوق الإنسان والشعوب على حماية الأسرة والفئات الضعيفة في المادة 18 التي تنص على: 1. الأسرة هي الوحدة الطبيعية والأساسية للمجتمع ولها حق التمتع بحماية المجتمع والدولة.
تم اعتماد الميثاق الأفريقي لحقوق الإنسان والشعوب من قبل منظمة الوحدة الأفريقية في عام 1981 ودخل حيز التنفيذ في 21 أكتوبر 1986.

#### المملكة المتحدة
في المملكة المتحدة، يعتبر الحق في الحياة الأسرية "حقًا مشروطًا" بموجب قانون حقوق الإنسان لعام 1998. يسمح هذا التأهيل للسلطة العامة بالتدخل في الحق في الحياة الأسرية إذا كان ذلك لحماية حقوق الآخرين أو في مصلحة المجتمع الأوسع. في 9 يوليو/تموز 2012، دخلت قواعد الهجرة الجديدة حيز التنفيذ في المملكة المتحدة، مما أعطى وزناً أكبر لقدرة الولايات على التحكم في الدخول والإقامة مقارنة بالحق الفردي في الحياة الأسرية. هناك افتراض بأن القرارات المتخذة بموجب قواعد الهجرة تنتهك المادة 8 من الاتفاقية الأوروبية لحقوق الإنسان فقط في "ظروف استثنائية حقيقية". ويحد هذا الافتراض بشكل كبير من قدرة الأفراد على الطعن بنجاح في القرارات التي يعتقدون أنها انتهكت حقهم الأساسي في الحياة الأسرية.

## روابط خارجية
- الاتفاقية الأوروبية لحقوق الإنسان
- العهد الدولي الخاص بالحقوق المدنية والسياسية